# Lupasove, Koriukivka
Lupasove (în ucraineană Лупасове) este un sat în comuna Ohramievîci din raionul Koriukivka, regiunea Cernihiv, Ucraina.

## Demografie
Componența lingvistică a localității Lupasove
     Ucraineană (95,41%)
     Rusă (2,75%)
     Alte limbi (1,84%)
Conform recensământului din 2001, majoritatea populației localității Lupasove era vorbitoare de ucraineană (95,41%), existând în minoritate și vorbitori de rusă (2,75%).